# Gehasi

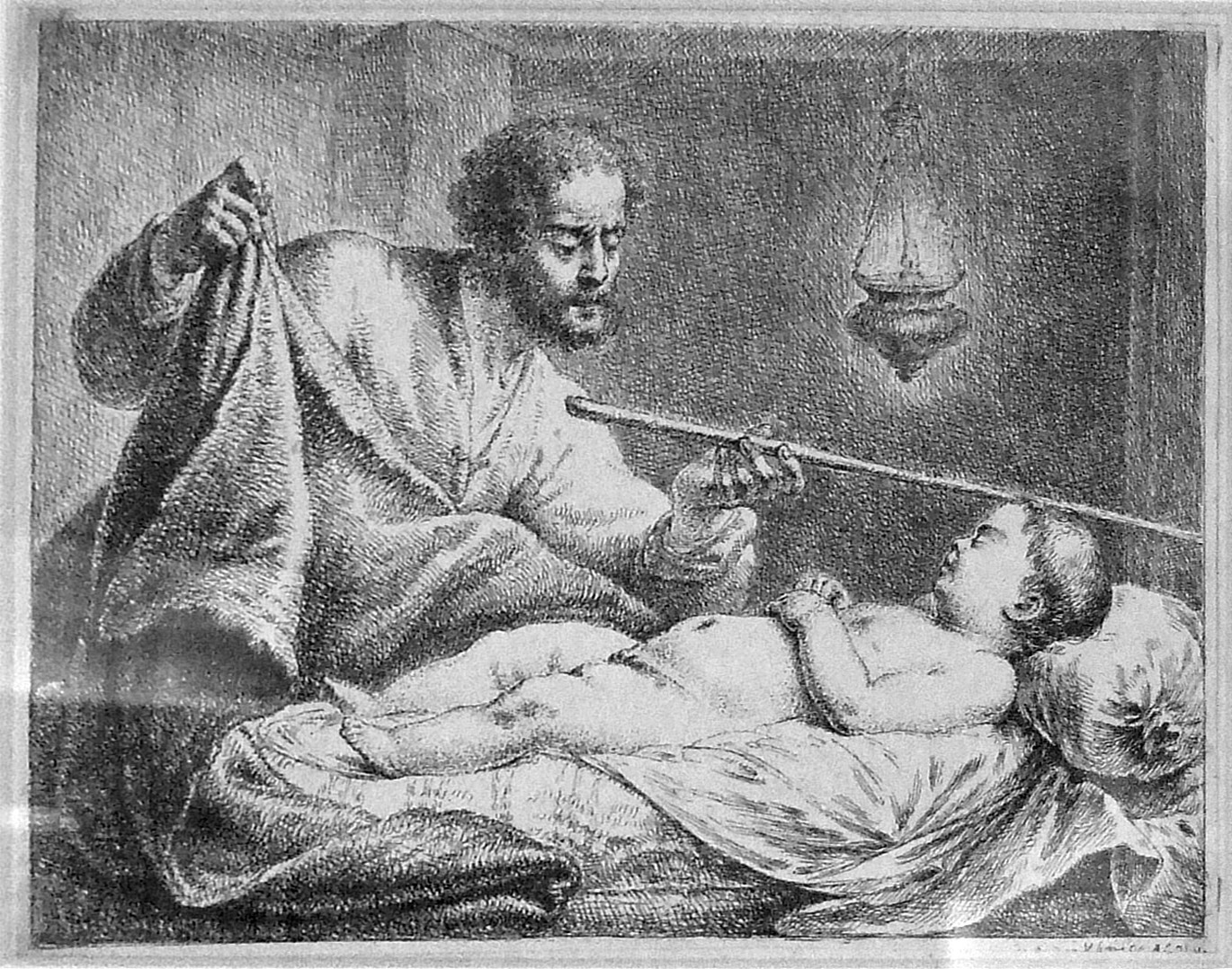
Gehasi versucht das Kind zu erwecken (Radierung von Bernhard Rode, 1780)

Gehasi (hebräisch גֵּיחֲזִי gêḥăzî, möglicherweise von altsüdarabisch GḤḎ, ein Gottesname, oder von ägyptisch gḥsw „Gazelle“) war Diener des biblischen Propheten Elischa. Man erfährt von ihm im 2. Buch der Könige, Kapitel 4 bis 8.
Gehasi tritt in nur wenigen Erzählungen von Elischa auf, in den Geschichten der Schunemiterin und in der Naamanerzählung. Ansonsten bleibt der Diener Elischas stets namenlos. Gehasi wehrte vermutlich aufdringliche Besucher ab, spricht im Auftrag für den Propheten mit Bittstellern, rühmt dessen Taten oder berät ihn.
Obwohl Elischa Gehasi beauftragte, den toten Sohn einer Schunemiterin zum Leben zu erwecken, gelang es Gehasi nicht. Erst Elischa selbst erweckte das Kind. Mit Gehasis fehlgeschlagenem Versuch wurde die Wirkmächtigkeit Elischas unterstrichen.
Nach der Heilung Naamans lehnte Elischa es ab, als Dank dafür ein Geschenk anzunehmen. Gehasi hingegen suchte Naaman auf und erbat sich von ihm unter einem Vorwand ein Talent Silber und zwei Festkleider. Nachdem er zu Elischa zurückgekehrt war und dieser ihn fragte, wo er gewesen sei, leugnete Gehasi, überhaupt fortgegangen zu sein. Darauf antwortete Elischa, dass er Gehasi im Geiste begleitet habe, und sagte ihm auf den Kopf zu, dass er gelogen und von Naaman ein Geschenk erhalten habe. Zur Strafe werde der Aussatz Naamans an Gehasi und an seinen Nachkommen haften. (2 Kön 5,14-27 )